# Uargla
Uargla (Ouargla; em árabe: ورڨلة) é a capital da província de Uargla, Argélia. De acordo com o censo de 2008, a população total da cidade era de 133 024 habitantes.